# Paul Sollier
Paul Sollier, né à Bléré le 31 août 1861 et mort à Paris le 8 juin 1933, est un psychiatre français, promoteur aux côtés de sa femme Alice de la psychiatrie hospitalière privée et de ses techniques. Professeur de psychologie à l'Université nouvelle de Bruxelles, il y fonde avec son collaborateur José Drabs l'École d'ergologie, premier centre de recherche en ergonomie, toujours actif.
Inventeur du terme d'autoscopie et du concept de reviviscence, il a été le médecin de Marcel Proust.

## Biographie

### Enfant de la IIIeRépublique (1879-1886)
Paul Auguste Sollier naît au domicile familial de Bléré, rue Sainte-Catherine, actuelle rue Paul-Louis-Courier, d'un père receveur des contributions directes originaire de La Flèche et d'une mère originaire du Val Montjoie. Il grandit dans la ville du Mans, où son père a été promu.
Au terme d'une scolarité accomplie au lycée du Mans, il s'acquitte de ses obligations militaires, au 101e RI, puis, en décembre 1881, à l'âge de vingt ans, « monte » à Paris pour commencer le cursus de la Faculté de médecine de Paris. Il est externe des hôpitaux de Paris à partir de 1883.
À l'Hôpital des Enfants malades, à proximité duquel il habite, rue du Cherche-Midi, il fait la connaissance d'une externe du professeur Jacques-Joseph Grancher, Alice Mathieu-Dubois, fille d'un affranchi guyanais et probable petite fille du maître de celui ci, qui a été, semble-t il, la première bachelière « de race noire ». Le 21 janvier 1886, Blanche Edwards étant témoin, il épouse celle que ses meilleures amies appellent « Bamboula ». Le couple s'installe à Gentilly, près de l'hôpital Bicêtre. Le 6 novembre 1886, il a le malheur de perdre un premier enfant, René Victor, trois jours après La naissance prématurée de celui ci.

### À l'école de Charcot et de Bourneville (1886-1896)
Quelques semaines plus tôt, en 1885 ou 1886, soit un an avant la fin de son externat, Paul Soillier était nommé interne des hôpitaux à titre provisoire,, c'est-à-dire pour combler un poste vacant, à la Salpêtrière. Il y assiste aux Leçons du mardi de Jean-Martin Charcot. Au sein de l'équipe de celui ci, il est plongé dans le débat sur l'étiologie de l'hystérie, une lésion neurologique ou une manifestation de l'inconscient. La question n'est pas tranchée et s'inscrit dans une querelle plus générale entre Sainte Anne, école partisane des idées de Valentin Magnan sur la dégénérescence, et la Salpêtrière, partisane de l'autonomie de la neurologie par rapport à ce qui relève de la psychologie.
Reçu cinquième au concours de l'internat de l'année suivante, Paul Sollier devient père cinq mois plus tard, le 8 novembre 1887, d'une Suzanne, fille née à la maternité de Port Royal qui deviendra la femme du radiologue Paul Duhem. Il n'aura pas d'autres enfants.
En 1888, il se voit confier avec sa femme, le docteur Alice Sollier, qui a fait sa thèse sur certains signes de dégénérescence de l'espèce humaine chez les enfants idiots, la direction de la Villa Montsouris, clinique privée qui accueille alors des femmes aliénées et qui déménagera en 1966 du 130 rue de la Glacière au 115 rue de la Santé. Le couple directeur réoriente les trente lits de l'établissement vers le traitement accéléré de la morphinomanie, des cures de soixante jours.
Simultanément, Paul Sollier enseigne l'hygiène dans les écoles d'infirmières de la Ville de Paris, fonction qu'il exercera neuf ans. En 1889, l'aliéniste Désiré-Magloire Bourneville, un autre habitué des Mardis de Charcot qui assure la direction médicale de l'hôpital Bicêtre et est en octobre élu député radical modéré, le nomme conservateur du musée d'anatomo-pathologie de son établissement, manière d'aider le jeune soutien de famille.
Sous la direction Bourneville, lequel a commencé d'entreprendre la réforme de la prise en charge des jeunes déficients mentaux à travers la fondation Vallée, Paul Sollier rédige et, le 23 décembre 1890, soutient devant l'académicien Victor André Cornil, avec succès, une thèse de doctorat en neurologie, spécialité incluant alors la psychiatrie, sur la psychologie des « arriérés ». Il y délivre ses observations de ce qui chez les enfants hospitalisés n'est pas encore repéré sous le terme générique de stéréotypie et s'attache à distinguer ce qui y relèverait d'un facteur neurologique et ce qui ne serait qu'un symptôme psychiatrique, préparant ainsi la classification que Julien Noir élaborera sous la direction des mêmes Bourneville et Cornil. Il se montre comme ses maîtres attentif aux facteurs psychologiques et sociaux de la maladie mentale, à l'opposé de la doxa de l'hérédodégénérescence qui mobilise alors un consensus sur l'origine héréditaire des psychopathologies et qui a été popularisée par l'oeuvre romanesque d'Émile Zola. Si l'hérédité est, selon lui, indéniable et même fondamentale, en particulier dans l'anorexie et l'alcoolisme, elle n'explique pas tout. Inversement, si les facteurs moraux sont indéniables, ils correspondent, selon lui, à une lésion.
Paul Sollier est nommé en 1891 chef de clinique à Bicêtre dans le service d'Auguste Voisin, le neveu de feu Félix Voisin. En 1894 son clinicat n'est pas renouvelé et en 1912 sa candidature à l'Académie nationale de médecine, à l'occasion de laquelle il affirmera avoir renversé la tendance « psychologisante » ouverte par Charcot, sera rejetée.

### Le Sanatorium de Boulogne (1897-1914)
En 1896, Paul Sollier fonde une société en commandite par actions, « Dr Paul Sollier et Cie dite Établissement d'hydrothérapie médicale de Boulogne-sur-Seine », dont il est le seul gérant responsable et un actionnaire important en raison de ses apports. Il abandonne dès lors la direction de la Villa Montsouris pour prendre, toujours avec sa femme, celle d'une autre clinique inaugurée en 1897, le sanatorium de Boulogne sur Seine (situé au 145 route de Versailles, devenue l’avenue du Général Leclerc; sur l’emplacement s’étendant de nos jours du n°577 au n°701 de l’avenue). Les pavillons, construits autour de jardins, sont somptueux et se trouvent à la lisière de Billancourt, quartier alors très select de villas réservées à la bourgeoisie la plus fortunée mais boudé par l'aristocratie germanopratine, un peu à l'écart donc. Paul Sollier y a pour adjoint François Boissier. Il y propose des traitements à base de mécanothérapie (de), kinésithérapie, massothérapie, hydrothérapie sans négliger pour autant l'écoute attentive et bienveillante. L'isolement du milieu habituel et la relation thérapeutique, y compris une forme de terreur sanitaire exercée par le médecin de toute son autorité, restent selon lui essentielles. Il pratique aussi l'hypnose.
Il commence en 1898 à enseigner à l'Université nouvelle de Bruxelles, dont il deviendra en 1909 membre du conseil d’administration.
Quelques semaines après la mort de sa mère, Marcel Proust, qui ne s'était résolu à soigner sa « neurasthénie » que pour complaire à celle ci, est adressé par son médecin, l'élève de Charcot Édouard Brissaud, au sanatorium de Boulogne. Le 6 décembre 1905, il lui est diagnostiqué une hystérie. Il est hospitalisé quelques jours plus tard pour six semaines, durée relativement longue. Il confessera en être sorti plus mal qu'à l'entrée, à cause de l'asthme, mais restera le patient du docteur Sollier. L'influence de celui ci sur la conception de la mémoire et de l'inconscient développée dans La recherche du temps perdu est patente. Au Sanatorium est également soigné Édouard Drumont. À propos de ce patient, Paul Sollier conclut que l'antisémitisme est l'« indice d'une dégénérescence intellectuelle » qui traduit une prédisposition cérébrale à l'aliénation.

### De la névrose de guerre à la médecine du travail (1914-1933)
Réserviste ayant régulièrement participé à des exercices de campagne, le docteur Sollier est mobilisé au début de la Première Guerre mondiale à l'hôpital militaire du camp de Moumelon. Le 10 août 1914, au début de la bataille des Frontières, il est envoyé au front dans un service d'ambulance. Évacué un mois plus tard vers l'hôpital Saint Roch de Nice, il est affecté le 8 décembre 1914 à l'hôpital complémentaire de Lyon, où il se voit confier le 1er avril 1915 le poste de médecin chef du centre de neuropathologie. Il y privilégie la psychothérapie sans renoncer au « torpillage » dans les cas de camptocormie, ces soldats traumatisés qui n'arrivent plus à se tenir droits.
En 1919, sa clinique boulonnaise n'a pas retrouvé sa prestigieuse clientèle de la Belle Époque, d'autant que la ville a été convertie en un pôle ouvrier. Racheté en 1921 par l'APHP avec l'aide de la municipalité que préside l'hygiéniste André Morizet, le sanatorium devient en 1923 l'hôpital Ambroise-Paré, qui sera détruit par un bombardement allié le 3 mars 1942 puis, en 1965, reconstruit à l'emplacement de la cour du Château Rothschild, où il se trouve aujourd'hui, à l'autre bout de la ville près du Bois de Boulogne.
Paul Sollier continue d'exercer, comme consultant dans son ex établissement et à son domicile, 14 rue Clément Marot. C'est là que, grand père d'une Jacqueline qui épousera le chef du service de radiologie de l'hôpital Necker Jean Dubost, il décède. Sa veuve lui survivra neuf ans.

## Œuvre écrit
Paul Sollier a effectué de nombreux travaux sur les syndromes neurologiques, l'hystérie de son maître Jean-Martin Charcot, la mémoire, les émotions et l'idiotie.
- Hygiène, Bureaux du Progrès médical, 1889. 164 p.
- Du rôle de l'hérédité dans l'alcoolisme, Bureaux du Progrès médical, 1889. 214 p.
- Psychologie de l'idiot et de l'imbécile : essai de psychologie morbide, Félix Alcan, coll. Bibliothèque de philosophie contemporaine, Paris, 1891. 276 p. (thèse présentée à la Faculté de médecine de Paris).
- Les troubles de la mémoire, J. Rueff, 1892. 262 p.
- Guide pratique des maladies mentales : séméiologie, pronostic, indications, Masson, 1893, 511 p.
- Genèse et nature de l'hystérie : recherches cliniques et expérimentales de psycho-physiologie, F. Alcan, 1897. 2 vol.
- Le problème de la mémoire : essai de psycho-mécanique, leçons faites à l'Université nouvelle de Bruxelles, 1898-99, Félix Alcan, coll. «Bibliothèque de philosophie contemporaine», 1900, 218 p.
- Les phénomènes d'autoscopie[21], coll. «Bibliothèque de philosophie contemporaine», F. Alcan, 1903. 175 p.
- Le mécanisme des émotions, leçons faites à l'université nouvelle de Bruxelles en 1903, F. Alcan, coll. Bibliothèque de philosophie contemporaine, 1905, 302 p.
- Essai critique et théorique sur l'association en psychologie, leçons faites à l'Université nouvelle de Bruxelles, 1905, F. Alcan, coll. «Bibliothèque de philosophie contemporaine», 1907. 187 p.
- Le doute, leçons faites à l'Université nouvelle de Bruxelles, 1908, F. Alcan, coll. «Bibliothèque de philosophie contemporaine», 1909. 407 p.
- Morale et moralité : essai sur l'intuition morale, leçons faites à l'Université nouvelle de Bruxelles, 1911, F. Alcan. coll. «Bibliothèque de philosophie contemporaine», 1912. 203 p.
- Traité clinique de neurologie de guerre, préface Émile Baratte, F. Alcan, 1918. 830 p.
- Pratique sémiologique des maladies mentales : guide l'étudiant et du praticien (avec Paul Courbon), Masson et cie. 1924. 457 p.
- La répression mentale, leçons professées à l'Institut des hautes études de Belgique, F. Alcan, coll. «Bibliothèque de philosophie contemporaine», 1930. 218 p.
- Avec José Drabs, La psychotechnique, introduction à une technique du facteur humain dans le travail, Comité central industriel de Belgique, F. Alcan, 1935. 189 p.

## Précurseur des TCC

### La question de l'hystérie
Dans les querelles d'égo qui se développent au sein de ce qui ne s'appelle pas encore l'école psychodynamique, Paul Sollier s'oppose à Pierre Janet, qui parait alors être une sorte de modernisateur de l'école de Charcot. Pour lui, l'« hystérie », terme à la mode alors entendu en un sens très large et recouvrant jusqu'à des cas d'hallucination voire de psychose hallucinatoire chronique, est une altération de la cénesthésie et la « désintégration mentale » qui la caractérise s'explique par une anesthésie corticale. Sans être exclusivement organiciste, Paul Sollier reste en effet attaché à l'idée cartésienne d'une interaction du « physiologique » sur le « psychique » et partant à la possibilité d'une psychothérapie par un entrainement du corps, ce qu'il appellera en 1901 le « réveil cérébral » et qui peut être regardé comme l'anticipation de la psychothérapie cognitivocomportementale ou TCC.
C'est dans cette optique que, par exemple, il met au point le traitement de l'anorexie mentale basée sur la pesée hebdomadaire avec un objectif de poids et un gavage forcé, l'« alimentation en bloc » c'est-à-dire l'inverse de la réalimentation progressive, tout en reconnaissant qu'il a peu d'efficacité et que la maladie reste une question de désir, qui n'est pour lui qu'un état neurologique. Préfigurant la stimulation cérébrale profonde qui sera mise au point dans les années 1980, une même idée de stimulation nerveuse qui ne soit pas une électrothérapie de surface, dans le cerveau, dans l'estomac, qui seraient anesthésiés, préside à l'idée de guérison de l'« hystérie » et son cas particulier que serait l'anorexie mentale.

### Le traitement moral revisité
Les souffrances engendrées par le traitement, auxquelles le médecin se devrait de passer outre, la négation du point de vue du patient sont en rupture avec le paradigme français du « traitement moral » initié par Philippe Pinel et respecté par les neurologues tels que Joseph Babinski, qui fut le chef de clinique de Paul Sollier.
Celui ci continue toutefois de revendiquer le traitement moral comme une thérapeutique qui reste valable, ne serait ce que pour satisfaire à une obligation médicolégale contrôlée annuellement par la préfecture, mais c'est un traitement moral revisité. La psychothérapie est utilisée par lui comme un complément des traitements physiologiques dans l'idée de produire un effet semblable, qui est de sortir le patient d'une sorte de léthargie corticale. La parole du médecin, par sa violence, doit produire, avec toutefois bienveillance, un choc qui ferait prendre conscience au patient de sa pathologie. Paul Sollier n'hésite pas par exemple à menacer ses patients de privations. La guérison est ainsi conçue comme la conformation du discours du patient à celui du médecin, qui se devrait d'incarner la norme et dire la normalité.

## Distinctions
- Palmes académiques
  - Officier académique, 1890[° 8].
  - Officier de l'Instruction publique, 1896[° 8].
- Légion d'honneur n° 74.264[° 9].
  - Chevalier le 31 décembre 1906, des mains de son ami boulonnais Joseph Reinach[° 10] après approbation personnelle[° 8] du ministre de l'Intérieur et[° 11] président du Conseil Georges Clémenceau.
  - Officier le 14 juillet 1914, des mains du doyen de la Faculté de médecine Louis Landouzy[° 12].
  - Commandeur le 29 décembre 1918 à titre militaire.
- Chevalier de Sainte Anne[8].
- Chevalier du Christ[8].
- Grand maître adjoint du Grand Orient de France.
- Président de la Société française de psychologie.

### Sources
1. ↑  Journal de psychologie normale et pathologique, PUF, Paris, 1933, p. 848.
2. 1 2 3  Olivier Walusinski, « Paul Sollier, Pierre Janet, and Their Vicinity », in J. Bogousslavsky, Hysteria: The Rise of an Enigma., p. 127, coll. Frontiers of neurology and neuroscience, vol. XXXV, Karger (de), Bâle, 2014 DOI 10.1159/000360056.
3. 1 2  « Dr Sollier », Nos docteurs, J. Hirschler, vol. 3
4. 1 2 3 4  Étienne Vaissière, « MATHIEU-DUBOIS, un remarquable destin familial. », Généalogie et Histoire de la Caraïbe, Fontenay-sous-Bois, 2014.
5. ↑  Pierrette Caire Dieu, Le docteur Alice Mathieu-Dubois épouse Sollier (1861-1942). Un destin d’exception, p. 8, coll. Carnets d’histoire de la médecine, no 4, Société française d’histoire de la médecine, Paris, 2020.
6. ↑  M. Nageotte-Wilbouchewitch, Mémoires, t. II "Mes années de médecine", p. 90, Bibliothèque de l’Académie de médecine, Paris, 2016.
7. ↑  Pierrette Caire Dieu, Le docteur Alice Mathieu-Dubois épouse Sollier (1861-1942). Un destin d’exception, p. 31, coll. Carnets d’histoire de la médecine, no 4, Société française d’histoire de la médecine, Paris, 2020.
8. 1 2 3 4 5 6 7  An. « Biographie du Docteur Paul Sollier », in L'Album du Rictus, journal humoristique mensuel., t. IV, p. 81, Paris, 1912.
9. ↑  O. Walusinski & J. Bogousslavsky, « À la recherche du neuropsychiatre perdu : Paul Sollier. », in Revue neurologique, vol. 164, no 3, p. 239, Société française de neurologie, Paris, 2008  (ISSN 0035-3787).
10. ↑  A. Sollier, De l'état de la dentition chez les enfants idiots et arriérés. Contribution à l'étude des dégénérescences dans l'espèce humaine., Faculté de médecine, Paris, 1888.
11. 1 2  Pierrette Caire Dieu, Le docteur Alice Mathieu-Dubois épouse Sollier (1861-1942). Un destin d’exception, p. 9, coll. Carnets d’histoire de la médecine, no 4, Société française d’histoire de la médecine, Paris, 2020.
12. ↑  Fernand Levillain, Essais de neurologie clinique, neurasthénie de Beard et états neurasthéniformes., p. 337, Librairie Maloine, Paris, 1896.
13. ↑  P. Sollier, La psychologie de l'idiot et de l'imbécile (en) : essai de psychologie morbide., coll. Bibliothèque de philosophie contemporaine, F. Alcan, Paris, 1891. 276 p.
14. ↑  O. Walusinski, Georges Gilles de la Tourette: Beyond the Eponym., p. 189, OUP, Oxford, 2018  (ISBN 9780190636050).
15. ↑  J. Noir, Étude sur les Tics, Le Progrès médical, Paris, 1893 (thèse de doctorat soutenue à la Faculté de médecine de Paris),
16. ↑  P. Sollier, « L’anorexie mentale », in Congrès des médecins aliénistes et neurologistes de France et des pays de langue française : sixième session tenue à Bordeaux du 1er au 7 août 1895., p. 361, Goerges Masson, Paris, 1896.
17. ↑  Le Droit, 26 avril 1896, p. 3-4
18. ↑  P. Sollier, « Anorexie hystérique (sitiergie hystérique). Formes pathogéniques, traitement moral. », in Revue de médecine, p. 633-634, Germer Baillière, Paris, 1891.
19. ↑  Julien Bogousslavsky & Olivier Walusinski, « Marcel Proust et Paul Sollier. La connexion de la mémoire involontaire (en) », in Archives suisses de neurologie et de psychiatrie, vol. CLX, no 4, p. 130-136, 2009.
20. ↑  P. Sollier, cité in O. Walusinski, « Paul Sollier, Pierre Janet, and Their Vicinity », in J. Bogousslavsky, Hysteria: The Rise of an Enigma., p. 127, coll. Frontiers of neurology and neuroscience, vol. XXXV, Karger (de), Bâle, 2014 DOI 10.1159/000360056.
21. ↑  P. Sollier, « L’autoscopie interne », in Revue philosophique de la France et de l'étranger, 28e an., t. LV, p. 1-41, F. Alcan, Paris, juin 1903.
22. 1 2  Olivier Walusinski & Julien Bogousslavsky, « À la recherche du neuropsychiatre perdu : Paul Sollier. », in Revue neurologique, vol. 164, no 3, p. 242, Société française de neurologie, Paris, 2008  (ISSN 0035-3787).
23. ↑  P. Sollier, L’hystérie et son traitement, p. 102, F. Alcan, Paris, 1901.
24. ↑  P. Sollier, L’hystérie et son traitement, p. 276, F. Alcan, Paris, 1901.
25. ↑  P. Sollier, Genèse et nature del’hystérie : recherches cliniques et expérimentales de psycho-physiologie., vol. I, p. 268‑269, F. Alcan, Paris, 1897.
26. ↑  P. Sollier, L’hystérie et son traitement, p. 272-273, F. Alcan, Paris, 1901.
27. 1 2  P. Sollier, Genèse et nature de l’hystérie  : recherches cliniques et expérimentales de psycho-physiologie., vol. I, p. 186, F. Alcan, Paris, 1897.
28. 1 2  P. Sollier, L’hystérie et son traitement, p. 268, F. Alcan, Paris, 1901.
29. ↑  P. Sollier, « L’anorexie mentale », in Congrès des médecins aliénistes et neurologistes de France et des pays de langue française : sixième session tenue à Bordeaux du 1er au 7 août 1895., p. 364-365, Goerges Masson, Paris, 1896.
30. ↑  Justine Gardier, La Belle Époque de l’anorexie. Genèse, traitements et analyse socioculturelle de l’anorexie mentale en France entre 1873 et 1914., p. 81, Faculté des arts et sciences humaines de l'université des Alpes, Grenoble, 2019 (mémoire de maîtrise).
31. ↑  P. Sollier, « Anorexie hystérique (sitiergie hystérique) Formes pathogéniques, traitement moral. », in Revue de médecine, p. 625-650, Germer Baillière, Paris, 1891.

### Documents
1. 1 2  Extrait d'acte de naissance, A. N.
2. ↑  « Parcellaire », in Plans du cadastre napoléonien, Fonds 3P2, cote FRAD037 P, Archives départementales d'Indre-et-Loire, Tours, août 2019.
3. ↑  P. Sollier, « Discours du Docteur Paul SOLLIER, président de la distribution des prix du 30 juillet 1909. », Association des anciens élèves du lycée Montesquieu, Le Mans.
4. 1 2  « État des services », Service de santé des armées, A. N.
5. ↑  Le Gaulois, p. 2, Paris, 12 décembre 1880.
6. ↑  Le Figaro, p. 2, Paris, 6 novembre 1905.
7. 1 2  « État des services », Service de santé des armées, A. N.
8. 1 2 3  G. Clémenceau, Fiche de renseignement, ministère de l'Intérieur, Paris, 28 décembre 1906.
9. ↑  Dossier LH/2533/9, A.N..
10. ↑  P. Sollier, Lettre au chancelier de la Légion d'honneur, Boulogne sur Seine, 21 janvier 1907.
11. ↑  Lettre à Paul Sollier, ministère de l'Intérieur, Paris, 7 janvier 1907.
12. ↑  « Attestation », A. N.